# Шерон Рендл
Шерон Рендл  (англ. Sharon Rendle, 18 червня 1966) — британська дзюдоїстка, олімпійська медалістка.

## Виступи на Олімпіадах
| Олімпіада      | Дисципліна           | Місце |
| -------------- | -------------------- | ----- |
| Барселона 1992 | напівлегка категорія | =3    |
| Атланта 1996   | напівлегка категорія | =18   |